# Сливек
Сли́век (болг. Сливек) — село в Ловецькій області Болгарії. Входить до складу общини Ловеч.

## Населення
За даними перепису населення 2011 року у селі проживали 143 особи, з них 141 особа (99,3%) — болгари.
Розподіл населення за віком у 2011 році:
Динаміка населення: